# 鹤山街道
鹤山街道，是中华人民共和国四川省成都市蒲江县下辖的一个乡镇级行政单位。2019年12月，撤销光明乡，将原光明乡所属行政区域划归鹤山街道管辖。

## 行政区划
鹤山街道下辖以下地区：
鹤山社区、朝阳社区、华兴社区、城南城区社区、潭河社区、飞龙社区、了翁社区、齐心村、蒲砚村、金马村、张塘村、干柏村、单沟村、体泉村、樱桃村、九莲村、团结村、梨山村、红岩村、六合村、金钩村、堡顶村、公议村、白塔村、双水井村、铁溪村、龙头村、梁江村、五龙村、铁炉村、青龙村、红炉村、狮子树村和潘沟村。